# Rudozem (gmina)
Rudozem (bułg. Община Рудозем)  − gmina w południowej Bułgarii, w obwodzie Smolan.

## Miejscowości
Miejscowości wchodzące w skład gminy Rudozem:
- Bjała reka (bułg.: Бяла река),
- Boewo (bułg.: Боево),
- Borie (bułg.: Борие),
- Byrczewo (bułg.: Бърчево),
- Czepinci (bułg.: Чепинци),
- Dobrewa czeresza (bułg.: Добрева череша),
- Dybowa (bułg.: Дъбова),
- Ełchowec (bułg.: Елховец),
- Gramade (bułg.: Грамаде),
- Iwanowo (bułg.: Иваново),
- Kokorci (bułg.: Кокорци),
- Koritata (bułg.: Коритата),
- Moczure (bułg.: Мочуре),
- Ogled (bułg.: Оглед),
- Płowdiwci (bułg.: Пловдивци),
- Polana (bułg.: Поляна),
- Rawninata (bułg.: Равнината),
- Ribnica (bułg.: Рибница),
- Rudozem (bułg.: Рудозем) – siedziba gminy,
- Sopotot (bułg.: Сопотот),
- Witina (bułg.: Витина),
- Wojkowa łyka (bułg.: Войкова лъка).